# Goutrens

Goutrens este o comună în departamentul Aveyron din sudul Franței. În 1 ianuarie 2022 avea o populație de 478 de locuitori.